# Mom (シンガーソングライター)
Mom（マム、1997年〈平成9年〉5月8日 - ）は、日本のシンガー・ソングライター／トラックメイカー、Akihiko Karibeによるソロ・プロジェクト。埼玉県出身。2020年よりColourful Records所属。

## 人物・来歴
1997年5月8日、埼玉県に生まれる。小学3年の頃、ドラマ主題歌がきっかけでB'zに熱中。5年生までの間はB'zしか聴いていなかったという。小学6年時にエアロスミスを入り口に洋楽にも足を踏み入れ、オアシス、レディオヘッド、ソニックユース、ピクシーズといったバンドや、ニューウェーブ、インディー・ポップまでも聴くようになる。この頃から打ち込みで音楽を作って遊んだりしていたという。
高校に進学すると、ロックをするために軽音楽部に入るが「僕はバンドに向いてないのかもしれない」と感じ、1年ほどで退部。その頃、ネット上でチャンス・ザ・ラッパーの『Acid Rap』に衝撃を受け、その後はブラック・ミュージックを熱心に聴くようになる。フランク・オーシャンを特に気に入ったという。また同時に、iPhoneの「GarageBand」で自ら音楽を作るようにもなり、作った音源をいろんなレコード会社に送って反応を伺っていた。受験期にいったん制作を辞め、大学に進学してからはコンスタントに音源をネット上にアップしていた。
2017年9月28日、ネットレーベル「Ano(t)raks」の誘いに応え、『G・E・E・K』を配信リリースすると、2018年から活動を本格化。同年11月14日に、作詞曲、アレンジからミックスまですべてをセルフプロデュースした、自身初の全国流通盤となる1stアルバム『PLAYGROUND』をリリースした。
2019年5月22日、2ndアルバム『Detox』を発売。同年末には、成田大致がプロデュースするイベント「夏の魔物」の冬バージョンとして実施された「冬の魔物」に出演し、パフォーマンスを披露した。
2020年に入ると、7月8日にビクター・Colourful Recordsから3rdアルバム『21st Century Cultboi Ride a Sk8board』をリリースした。また同年11月25日にリリースされたサニーデイ・サービスのリミックスアルバム『もっといいね！』にも参加、収録曲「心に雲を持つ少年」をリミックスした。

## ディスコグラフィ

### アルバム

#### 自主制作盤
- 『CRAFT HIP HOP CD』 2018年6月8日発売

### シングル

#### 配信限定シングル
|                   | 発売日         | タイトル                           | 収録アルバム                             |
| Life Is Craft     | Life Is Craft  | Life Is Craft                      | Life Is Craft                            |
| ----------------- | -------------- | ---------------------------------- | ---------------------------------------- |
| 1st               | 2018年9月26日  | Boyfriend                          | 『PLAYGROUND』                           |
| 2nd               | 2018年10月17日 | タクシードライバー                 | 『PLAYGROUND』                           |
| 3rd               | 2018年11月7日  | That Girl                          | 『PLAYGROUND』                           |
| 4th               | 2018年12月19日 | スーパースター                     | 『Detox』                                |
| 5th               | 2019年2月22日  | Boys and Girls                     | 『Detox』                                |
| 6th               | 2019年4月19日  | ひみつのふたり                     | 『Detox』                                |
| 7th               | 2019年5月17日  | 卒業                               | 『Detox』                                |
| 8th               | 2019年11月6日  | マスク                             | 『21st Century Cultboi Ride a Sk8board』 |
| 9th               | 2019年11月27日 | ハッピーニュースペーパー           | 『21st Century Cultboi Ride a Sk8board』 |
| Colourful Records |                |                                    |                                          |
| 10th              | 2020年5月27日  | カルトボーイ                       | 『21st Century Cultboi Ride a Sk8board』 |
| 11th              | 2020年6月10日  | ゴーストワーク                     | 『21st Century Cultboi Ride a Sk8board』 |
| 12th              | 2020年6月24日  | アンチタイムトラベル               | 『21st Century Cultboi Ride a Sk8board』 |
| 13th              | 2021年4月14日  | 祝日                               | 終わりのカリカチュア                     |
| 14th              | 2021年6月2日   | 心が壊れそう                       | 終わりのカリカチュア                     |
| 15th              | 2021年6月30日  | Momのデイキャッチ                  | 終わりのカリカチュア                     |
| 16th              | 2021年7月14日  | ワールドイズユアーズ               | 終わりのカリカチュア                     |
| 17th              | 2022年5月11日  | 続・青春                           | \の世界                                  |
| 18th              | 2022年7月27日  | 勝手にしやがれ!                    | \の世界                                  |
| 19th              | 2023年5月3日   | さようなら、サイエンスフィクション |                                          |
| ClubDetox         |                |                                    |                                          |
| 20th              | 2023年9月8日   | 雑稿 pt.1                          |                                          |
| 21st              | 2023年9月15日  | 回転するイノセンス                 |                                          |
| 22nd              | 2023年9月22日  | マクドナルドのコーヒー             |                                          |
| 23rd              | 2023年9月29日  | 涙 (cut back)                      |                                          |

#### 7”シングルレコード
|               | 発売日        | タイトル       | 規格品番      | 収録曲                              |
| Life Is Craft | Life Is Craft | Life Is Craft  | Life Is Craft | Life Is Craft                       |
| ------------- | ------------- | -------------- | ------------- | ----------------------------------- |
| 1st           | 2019年10月9日 | Boys and Girls | LIC003        | 1. Boys and Girls 2. ひみつのふたり |

### 参加作品
| 発売日         | タイトル                                | 収録曲                            | 備考       |
| -------------- | --------------------------------------- | --------------------------------- | ---------- |
| 2018年11月14日 | The Wisely Brothers『柔らかな』         | グレン Mom Remix                  | リミックス |
| 2019年12月18日 | ゴスペラーズ『G25 -Beautiful Harmony-』 | BRIDGE -Mom remix-（bonus track） | リミックス |
| 2021年10月13日 | さとうもか『WOOLLY』                    | いとこだったら feat.Mom           |            |

## 楽曲提供
- ももいろクローバーZ『なんとなく最低な日々』（作詞・作曲・編曲）

## タイアップ
| 曲名                               | タイアップ                                                          |
| ---------------------------------- | ------------------------------------------------------------------- |
| さようなら、サイエンスフィクション | NHK Eテレ(九州・沖縄地域)「ゾンターク〜おどりのほし〜」テーマソング |

## 主なライブ

### ワンマンライブ・主催イベント
| 開催日        | タイトル                                                  | 備考         |
| ------------- | --------------------------------------------------------- | ------------ |
| 2019年9月22日 | 円頓寺デイリーライブ                                      | 円頓寺駐車場 |
| 2021年8月13日 | Mom 4th Album "終わりのカリカチュア" Release One Man Show | 渋谷WWW X    |
| 2021年10月2日 | Mom One Man Live "AFTER THE CURTAIN CALL"                 | 渋谷WWW X    |